# TT224
TT224 (Theban Tomb 224) è la sigla che identifica una delle Tombe dei Nobili ubicate nell'area della cosiddetta Necropoli Tebana, sulla sponda occidentale del Nilo dinanzi alla città di Luxor, in Egitto. Destinata a sepolture di nobili e funzionari connessi alle case regnanti, specie del Nuovo Regno, l'area venne sfruttata, come necropoli, fin dall'Antico Regno e, successivamente, sino al periodo Saitico (con la XXVI dinastia) e Tolemaico.

## Titolare
TT224 era la tomba di:
| Titolare                  | Titolo | Necropoli           | Dinastia/Periodo                                                              | Note |
| ------------------------- | --- | ------------------- | ----------------------------------------------------------------------------- | --- |
| Ahmose, detto anche Humay | Supervisore dei domini (?) della Divina Sposa; Supervisore dei granai della Divina Sposa Ahmose Nefertari | Sheikh Abd el-Qurna | XVIII dinastia (Thutmosi I), secondo Porter e Moss: Hatshepsut o Thutmosi III | in una valle, quasi all'opposto e leggermente a sud-est della TT55 e della TT124. Casa di Hagir Hamdan (una donna) |

## Biografia
Genitori di Ahmose furono Senusert e Taidy; la moglie fu Nub, Concubina Reale, citata anche nelle tombe TT29 e TT96. 
Come in altre tombe, tuttavia, esiste difficoltà di interpretazione dei rapporti di parentela giacché una stessa parola viene usata per indicare, invece, differenti legami e solo esami comparati con altre tombe, o altre risultanze archeologiche hanno consentito di appurare, in molti, casi l'effettivo rapporto esistente tra personaggi i cui nominativi si trovano in più sepolture.
Sulla parete posteriore della camera principale della TT96 di Sennefer, costui rende omaggio a "suo padre, l'amministratore dei possedimenti della Divina Sposa [Ahmose] Humay (tomba TT224)" e a sua moglie Nub; non è però chiaro se si tratti di un'effettiva parentela o se, invece, come più probabile, si tratti di una certa forma di omaggio all'importante personaggio. In quattro altre citazioni sempre dalla TT96, tuttavia, si legge, con riferimento a Sennefer, "suo padre, il Secondo Profeta di Horus, signore di Qus, Nu" e "sua madre, che egli ama la signora della casa Henutiry (talvolta abbreviata in Ta-iry)". La soluzione sarebbe ricavabile proprio dalla tomba TT224 di Ahmose, detto Humay, in cui a un'immagine di Sennefer ivi esistente è associato il testo "il figlio di sua (di Ahmose) sorella" da cui si deduce che Sennefer era nipote di Humay.

## La tomba
TT224, dato anche l'impiego come abitazione privata, è notevolmente danneggiata; vi si accede da un cortile raggiungibile per il tramite di una scala nell'angolo nord-ovest. Qui si trova (1 in planimetria) una stele di Huy, ovvero Amenhotep (titolare delle TT368), Supervisore degli scultori di Amon a Tebe, che, con la moglie, offrono libagioni a Osiride e a Iside; una seconda stele (2) appartiene a Ahmose, detto Humay, ma menziona Htepdy, Supervisore ai granai della sposa del dio; una terza stele (3) reca solo frammenti di immagine del defunto con i suoi titoli. Un breve corridoio (4), sulle cui pareti resti di testo e il defunto coadiuvato da alcuni assistenti e scribi, immette in una sala longitudinale sulle cui pareti (5), su quattro registri sovrapposti, scene della processione funebre verso Osiride, il traino di scrigni e delle suppellettili funerarie, il traino del sarcofago a cura di uomini coadiuvati da buoi; scene della Cerimonia di apertura della bocca e riti dinanzi alla mummia con due preti che portano una statua del defunto e altri che offrono libagioni al defunto e alla moglie. Sulla parete opposta (6), molto danneggiata, scene di banchetto con ospiti, compresi i genitori, e un suonatore di arpa.
Un secondo breve corridoio (7), sulle cui pareti resti di testi di offertorio e il defunto che consacra offerte e che partecipa alla Festa della Valle, dà accesso a una sala trasversale. Sulle pareti: (8) scene di paludi dinanzi al defunto; una falsa porta (9) con rappresentazione di Thutmosi III e, ai lati su quattro registri, uomini inginocchiati in offertorio. Su altra parete (10) Scene di banchetto e di offertorio; portatori di offerte (12) dinanzi al defunto e (11) un'altra falsa porta illeggibile circondata da uomini inginocchiati.
Uno stretto corridoio consente l'accesso a una camera più interna, quasi quadrata, priva di decorazioni leggibili.

### Annotazioni
1. ↑  La numerazione dei locali e delle pareti segue quella di Porter e Moss 1927, p. 318.
2. ↑  La prima numerazione delle tombe, dalla numero 1 alla 253, risale al 1913 con l'edizione del "Topographical Catalogue of the Private Tombs of Thebes" di Alan Gardiner e Arthur Weigall. Le tombe erano numerate in ordine di scoperta e non geografico; ugualmente in ordine cronologico di scoperta sono le tombe dalla 253 in poi.
3. ↑  I campi della Duat, ovvero l'aldilà egizio, si trovavano, secondo le credenze, proprio sulla riva occidentale del grande fiume.
4. ↑  Nella sua epoca di utilizzo, l'area era nota come "Quella di fronte al suo Signore" (con riferimento alla riva orientale, dove si trovavano le strutture dei Palazzi di residenza dei re e i templi dei principali dei) o, più semplicemente, "Occidente di Tebe".
5. ↑  le Tombe dei Nobili, benché raggruppate in un'unica area, sono di fatto distribuite su più necropoli distinte.
6. ↑  Le note, sovente di inquadramento topografico della tomba, sono tratte dal "Topographical Catalogue" di Gardiner e Weigall, ed. 1913 e fanno perciò riferimento alla situazione dell'epoca.
7. ↑  Fino a tempi molto recenti, alcune delle tombe vennero adibite ad abitazioni o a pertinenze di abitazioni, come stalle, cantine, depositi e magazzini. Tale impiego, protrattosi per millenni, come è intuibile, ha ulteriormente favorito il danneggiamento di già precarie rappresentazioni parietali o, in taluni casi, ha addirittura causato la perdita o la demolizione di pareti o colonne, o pilastri. I riferimenti di Gardiner e Weigall ad abitazioni private debbono perciò essere intese in tal senso e fanno riferimento, come è ovvio, agli anni in cui le rilevazioni ebbero luogo considerando che la pubblicazione del "Topographical Catalogue" risale al 1913.
8. ↑  TT29 è la tomba di Amenemipet Pairy, Governatore e visir, figlio di Ahmose, detto Humay, e di Nub, Concubina Reale; fratello di Sennefer (TT96).
9. ↑  TT96 è la tomba di Sennefer, Governatore di Tebe, figlio di Ahmose, detto Humay, e di Nub, Concubina Reale; fratello di Amenemipet Pairy (TT29).
10. ↑  Vedi la TT82 di Amenemhat.
11. ↑  A titolo di esempio la parola "senet", traducibile con "sorella", viene spesso utilizzata per indicare la moglie, mentre la parola per "fratello" talvolta indica un cugino.
12. ↑  È accertato infatti, anche da altri testi in altre localizzazioni, che Ahmose, detto Humay, e Nub furono certamente i genitori di Amenemipet, identificabile con il titolare della TT29 cui è assegnata anche la KV48 nella Valle dei Re.
13. ↑  La greca Apollinopolis, ovvero Edfu.
14. ↑  Ne deriva che Sennefer (TT96) e Amenemipet (TT29) erano cugini.

### Fonti
1. ↑  Gardiner e Weigall 1913.
2. ↑  Donadoni 1999,  p. 115.
3. 1 2  Gardiner e Weigall 1913, p. 36.
4. ↑  Gardiner e Weigall 1913, pp. 36-37.
5. ↑  Gardiner e Weigall 1913, p. 37.
6. 1 2 3  Porter e Moss 1927,  p. 325.
7. ↑  Porter e Moss 1927,  p. 43.
8. ↑  Porter e Moss 1927,  p. 197.